# Палажченко Олексій Овсійович
Олексій Овсійович Палажченко (нар. 23 березня 1924, Вікторове — пом. 28 березня 1979, Київ) — український радянський поет, письменник.

## Біографія
Народився 23 березня 1924 року в селі Вікторовому Глухівської округи УСРР (тепер  Шосткинський район Сумської області, Україна) в бідній селянській сім'ї.
Під час німецько-радянської війни був підпільником, партизаном у з'єднанні  Сидора Ковпака. 1943 року був важко поранений і евакуйонований у Москву. Після одужання і до кінця війни в Червоній армії. Член ВКП(б) з 1944 року.
В 1949 році закінчив Глухівський учительський інститут, в 1958 році — відділення журналістики Вищої партійної школи при ЦК Компартії України. Працював відповідальним секретарем журналу «Радянська Україна», викладачем української мови та літератури, редактором Ямпільської районної газети «Шлях соціалізму», у редакції журналу «Радуга», у Міністерстві освіти УРСР.

Могила Олексія Палажченка.

Помер у Києві 28 березня 1979 року. Похований на Байковому старому кладовищі (стара частина). Автори надгробного пам'ятника — скульптор Орлов М. Д. і син — Палажченко В. О.

## Творчість
- збірки віршів:
  - «Путивляночка» (1956);
  - «Зелений гомін» (1958);
  - «На полі честі» (1971);
- повість «Подвиг комісара» (1970);
- нариси:
  - «Марія Савченко» (1960);
  - «Там, де жили Кайдаші» (1961);
  - «З вогнем Прометея у серці» (1966);
  - «Серце мужнє і пісенне» (1973).

## Нагороди
Нагороджений 
- орденом Вітчизняної війни ІІ-го ступеня (8 травня 1944)[1];
- медалями «За відвагу» (15 лютого 1945), «Партизанові Вітчизняної війни» І-го ступеня, «За перемогу над Німеччиною у Великій Вітчизняній війні 1941—1945 рр.», «За взяття Відня»,  «За взяття Берліна»,  «За визволення Варшави»,  «За визволення Праги»[1].

Перший лауреат Сумської обласної премії імені Пилипа Рудя (1969).